# Paula Seling

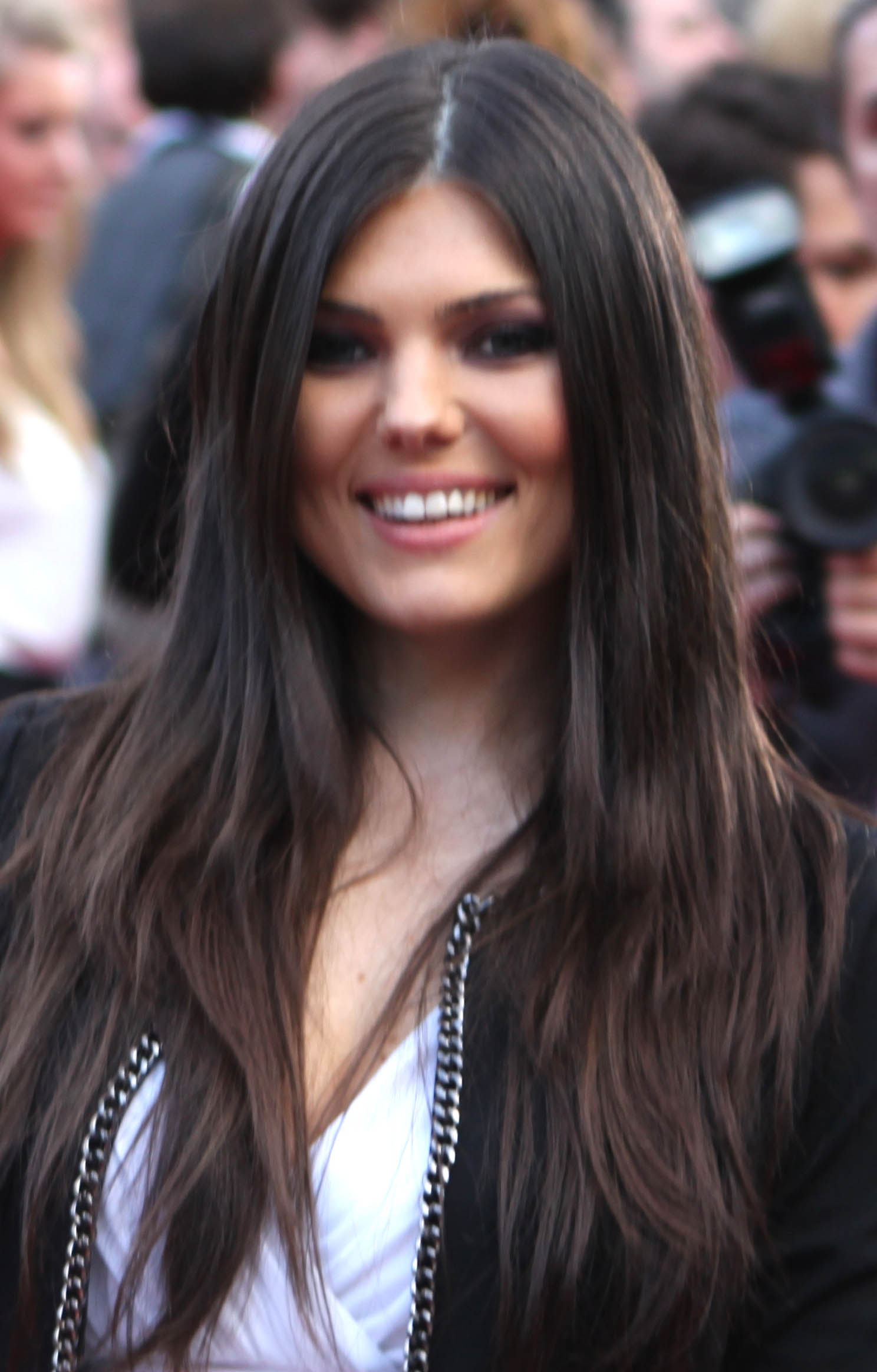
Paula Seling

Paula Seling nasceu a 25 de Dezembro de 1978 em Baia Mare na Roménia. É uma cantora, compositora, radio DJ, uma ocasional atriz e Apresentadora de TV romena.
Representou o seu país, a Roménia, no Festival Eurovisão da Canção 2010, em Oslo, Noruega, com a música Playing with Fire, um dueto com o cantor romeno Ovidiu Cernăuțeanu, cantada exclusivamente em inglês, ficando em 3º lugar no Festival.
Em 2012 fez um dueto com o cantor norueguês Alexander Rybak vencedor do Festival Eurovisão da Canção 2009, em Moscovo na Rússia, a música do dueto é a "I'll show you".
Nas suas performances ela utiliza como instrumentos a sua voz, o piano e a flauta.
Paula irá no corrente ano de 2014, concorrer ao Festival da Eurovisão da canção em Copenhaga, Dinamarca, novamente com Ovidu Cernauteanu (tal como em 2010), desta vez com o tema "Miracle".

## Vida Pessoal
Paula é casada desde 2005 com Radu Bucura, um amigo desde os seus anos de adolescência, e baterista na banda de Dana Nalbaru.